# Strigamia kerrana
Strigamia kerrana är en mångfotingart som först beskrevs av Chamberlin 1940.  Strigamia kerrana ingår i släktet Strigamia och familjen spoljordkrypare. Inga underarter finns listade i Catalogue of Life.